# Epiplatys zenkeri
Epiplatys zenkeri är en fiskart som först beskrevs av Ahl 1928.  Epiplatys zenkeri ingår i släktet Epiplatys och familjen Nothobranchiidae. IUCN kategoriserar arten globalt som otillräckligt studerad. Inga underarter finns listade i Catalogue of Life.